# Eirik Hestad
Eirik Hestad (Molde, 1995. június 26. –) norvég korosztályos labdarúgó, aki jelenleg a Molde FK középpályása.

## Statisztika
| Norvégia         | Tippeligaen      | Tippeligaen | Tippeligaen | Kupa  | Kupa  | Nemzetközi | Nemzetközi | Összes | Összes |
| Klub             | Idény            | Mérk.       | Gólok       | Mérk. | Gólok | Mérk.      | Gólok      | Mérk.  | Gólok  |
| ---------------- | ---------------- | ----------- | ----------- | ----- | ----- | ---------- | ---------- | ------ | ------ |
| Molde            | 2013             | 1           | 0           | 2     | 0     | 1          | 0          | 4      | 0      |
| Molde            | 2014             | 8           | 0           | 1     | 0     | 2          | 0          | 11     | 0      |
| Molde            | 2015             | 0           | 0           | 0     | 0     | 0          | 0          | 0      | 0      |
| Karrier összesen | Karrier összesen | 9           | 0           | 3     | 0     | 3          | 0          | 15     | 0      |

## Sikerei, díjai
Molde
- Norvég bajnok: 2014, 2019
- Norvég kupa: 2013, 2014